# Sérgio Silva Monteiro
Sérgio Silva Monteiro (Mangualde, Mangualde, 19 de Fevereiro de 1974) é um gestor e político português. Foi Secretário de Estado das Infraestruturas, Transportes e Comunicações entre 2011 e 2015, durante o governo de Pedro Passos Coelho. Durante o seu mandato, Sérgio Monteiro participou ativamente em vários processos de privatização de empresas estatais (notavelmente os CTT e a TAP), o que fez com que fosse apelidado de "Secretário de Estado das Privatizações".

## Biografia

### Pessoal
Licenciado em Organização e Gestão de Empresas pela Faculdade de Economia da Universidade de Coimbra, é pós-graduado em Ciências Empresariais pela mesma Faculdade e possui o Curso de Especialização em Finanças do ISCTE.

### Política
Foi membro do Grupo de Trabalho para a reavaliação das Parcerias Público-Privadas (PPP) e Concessões, bem como de diversas organizações internacionais na área financeira.
Como Secretário de Estado esteve nas várias privatizações levadas a cabo pelo Governo: ANA, CTT, TAP e CP Carga. Esteve também envolvido na polémica luta das greves dos estivadores com o Governo.
Para além do seu empenho nas privatizações de empresas estatais, Sérgio Monteiro era um aberto defensor da introdução de portagens em autoestradas que já existiam. Monteiro e o seu governo decidiram continuar com o processo de introdução de portagens reais nas autoestradas (muitas das quais, antigas vias rápidas) que até então estavam incluídas em concessões com portagens virtuais / SCUT (esse processo tinha sido iniciado pelo governo anterior, liderado por José Sócrates). Assim, em 8 de Dezembro de 2011, começaram a ser cobradas portagens eletrónicas na A22 (concessão Algarve), A23 (concessão Beira Interior), A24 (concessão Interior Norte) e A25 (concessão Beiras Litoral e Alta). Apesar disso, devido à localização geográfica dos pórticos de portagem eletrónica, continuaram a existir alguns lanços gratuitos nestas rodovias, intercalados com troços portajados. Monteiro defendia a criação de um sistema de portagens que cobrasse taxas em todos os lanços e que ao mesmo tempo permitisse reduzir os custos que o sistema de cobrança através de pórticos revelou ter. Em Maio de 2014, Sérgio Monteiro disse que quando esse novo sistema estivesse concluído, o governo iria avançar com a introdução de portagens na Autoestrada Transmontana (uma autoestrada que resultou da duplicação de uma via rápida com 1 faixa de rodagem construída na década de 1990). Em Setembro de 2015, Monteiro declarou que "é impossível uma autoestrada sem portagens" e que isso "é [hoje] compreendido por toda a gente".

### Profissional
Exerceu diversos cargos de direcção na área da banca e transportes, onde é membro do conselho de administração do Caixa BI, banco de investimento da CGD.
Encontra-se, de momento, a chefiar o processo de venda do Novo Banco.